# Jennifer Baumgardner
Jennifer Baumgardner (Fargo, Dakota del Norte; 1970) es una escritora, activista, productora de cine y editora feminista estadounidense. En su trabajo explora temáticas como el aborto, el sexo, la bisexualidad y la Violencia contra la mujer. Desde 2013 es la Directora Ejecutiva de la Editorial Feminist en la Universidad de Nueva York (CUNY), institución feminista fundada por Florence Howe en 1970.

## Carrera
Jennifer asistió a la Universidad de Lawrence en Appleton, Wisconsin, obteniendo su grado en 1992. Se mudó a la ciudad de Nueva York y en 1993 empezó a trabajar para la revista Ms. Para 1997 era la editora más joven de dicha revista. En 1998 abandonó Ms. y empezó a escribir para varias revistas y medios impresos como The New York Times y NPR. Ha escrito para numerosas revistas, incluyendo Glamour, The Nation, Babble, More y Maxim. Algunos de sus libros son Manifesta: Young Women, Feminism and the Future, Grassroots: A Field Guide for Feminist Activism escrito con Amy Richards y Look Both Ways: Bisexual Politics. En 2004 produjo el documental Speak Out: I Had an Abortion, el cual cuenta la historia del aborto desde la década de 1920 hasta nuestros días, con historias de personalidades como la periodista Gloria Steinem y la activista Florence Rice.